# (23542) 1993 TN30
(23542) 1993 TN30 est un astéroïde de la ceinture principale découvert en 1993.

## Description
(23542) 1993 TN30 a été découvert le 9 octobre 1993 à l'observatoire de La Silla, au Chili, par Eric Walter Elst.

### Caractéristiques orbitales
L'orbite de cet astéroïde est caractérisée par un demi-grand axe de 2,90 UA, un périhélie de 2,35 UA, une excentricité de 0,19 et une inclinaison de 4,42° par rapport à l'écliptique. Du fait de ces caractéristiques, à savoir un demi-grand axe compris entre 2 et 3,2 UA et un périhélie supérieur à 1,666 UA, il est classé, selon la JPL Small-Body Database, comme objet de la ceinture principale.

### Caractéristiques physiques
(23542) 1993 TN30 a une magnitude absolue (H) de 14,4 et un albédo estimé à 0,299.